# Pelusa (álbum)
Pelusa es el álbum debut como solista del cantante y compositor argentino de cuarteto Pelusa. Fue grabado en 1983 y lanzado al mercado en 1984 por el sello RCA Victor en disco de vinilo y casete.

## Lista de canciones
Lado A
1. «Hola niña» (Augusto Bruchmann, Daniel Castillo, Miguel Antonio Calderón) – 3:01
2. «Si te agarro con otro te mato» (Cacho Castaña) – 3:06
3. «Creo en tí Argentina» (Héctor E. Sánchez, Miguel Antonio Calderón) – 3:07
4. «Eres una flor, una estrella, la luz» (Miguel Álvarez, Miguel Antonio Calderón) – 3:30
5. «Con todo el amor que yo puedo» (Claudio Baglioni, Antonio Coggio) – 4:57

Lado B
1. «Háblame de la vida» (Norma Vietto, Eduardo Lugones, Miguel Antonio Calderón) – 3:22
2. «Loco y enfermo» (Wenceslao Cerini, Miguel Antonio Calderón, Carlos Kantor) – 4:20
3. «Mirta me enseñó» (Daniel Castillo, Miguel Antonio Calderón) – 3:42
4. «Sé, yo sé» (Carlos García, César Ochetti, Miguel Antonio Calderón, Daniel Castillo) – 3:13
5. «Qué quieres tú de mí» (Evaldo Gouveia, Jair Amorim) – 4:06

## Créditos
- Producción: Luis "D'Artagnan" Sarmiento
- Director creativo: Roberto Livi

### Reedición del 2001
Pelusa fue relanzado por BMG Ariola Argentina S.A. el 27 de junio de 2001 en versión CD y casete, junto a las 11 pistas que integran el álbum Aquí está Pelusa de 1984, bajo el nombre de Discografía completa, volumen 1.
- Datos: Q107651058